# Amorphea
Amorphea são membros de um supergrupo taxonômico que inclui os Amoebozoa e Obazoa basais. Este último contém o Opisthokonta, que inclui os Fungos, Animais e Choanomonada, ou Choanoflagelados. As afinidades taxonômicas dos membros deste clado foram originalmente descritas e propostas por Thomas Cavalier-Smith em 2002.
A International Society of Protistologists, o órgão reconhecido para taxonomia de protozoários, recomendou em 2012 que o termo Unikont fosse alterado para Amorphea porque o nome "Unikont" é baseado em uma sinapomorfia hipotética que os autores do ISP e outros cientistas rejeitaram posteriormente.
Ele inclui Amoebozoa, opisthokonta, e, possivelmente, apusozoa.

## Revisões taxonômicas dentro deste grupo
Cavalier-Smith propôs dois novos filos: Sulcozoa, que consiste nos subfilos Apusozoa (Apusomonadida e Breviatea), e Varisulca, que inclui os subfilos Diphyllatea, Discocelida, Mantamonadidae, Planomonadida e Rigifilida. A validade desta taxonomia proposta ainda não foi decidida pela Sociedade de Protistologistas.
Trabalhos posteriores de Cavalier-Smith mostraram que Sulcozoa é parafilético. Apusozoa também parece ser parafilético. Varisulca foi redefinido para incluir planomonades, Mantamonas e Collodictyon. Um novo táxon foi criado - Glissodiscea - para as planomonas e Mantamonas. Novamente, a validade desta taxonomia revisada aguarda confirmação.
Amoebozoa parece ser monofilético com dois ramos principais: Conosa e Lobosa. Conosa é dividido em infrafilo aeróbica Semiconosia (Mycetozoa e Variosea) e secundariamente anaeróbio Archamoebae. Lobosa consiste inteiramente de amebas lobosas não flageladas e foi dividida em duas classes: Discosea, que possui células achatadas, e Tubulinea, que possui predominantemente pseudópodes em forma de tubo.

## Clado
O grupo inclui células eucarióticas que, em sua maioria, apresentam um único flagelo emergente ou são amebas sem flagelos. Os unikonts incluem opisthokonts (animais, fungos e formas relacionadas) e Amoebozoa. Por outro lado, outros grupos eucarióticos bem conhecidos, que mais frequentemente têm dois flagelos emergentes (embora haja muitas exceções), são frequentemente chamados de bicontes. Bikonts incluem Archaeplastida (plantas e parentes) e supergrupo SAR, o Cryptista, Haptista, telonemia e picozoa.

Estrutura de uma célula animal

Uma vista dos grandes reinos e seus grupos de filogenética coroa.

## Características
Os unikontes têm uma fusão tripla de genes que falta nos bicontes. Os três genes que são fundidos nos unicontes, mas não nas bactérias ou bicontes, codificam enzimas para a síntese dos nucleotídeos da pirimidina : carbamoil fosfato sintase, diidroorotase, aspartato carbamoiltransferase. Isso deve ter envolvido uma fusão dupla, um raro par de eventos, apoiando a ancestralidade compartilhada de Opisthokonta e Amoebozoa.
Cavalier-Smith originalmente propôs que os unikonts ancestralmente tinham um único flagelo e um único corpo basal. Isso é improvável, entretanto, uma vez que opistocontes flagelados, bem como alguns Amoebozoa flagelados, incluindo Breviata, na verdade têm dois corpos basais, como em 'bicontes' típicos (embora apenas um seja flagelado na maioria dos unicontes). Esse arranjo pareado também pode ser visto na organização dos centríolos em células animais típicas. Apesar do nome do grupo, o ncestral comum de todos os 'unikonts' foi provavelmente uma célula com dois corpos basais.